# Mimaletis paucialbata
Mimaletis paucialbata là một loài bướm đêm trong họ Geometridae.